# Burkhardtsdorf
Burkhardtsdorf ist eine Gemeinde im Norden des Erzgebirgskreises in Sachsen. Sie ist erfüllende Gemeinde der Verwaltungsgemeinschaft Burkhardtsdorf, deren Mitglied sie seit dem 21. März 2008 ist.

## Geografie und Verkehr
Burkhardtsdorf liegt an der Zwönitz 12 km südlich von Chemnitz und 12 km östlich der Stadt Stollberg/Erzgeb. am Nordrand des Erzgebirges im Zwönitztal. Die Höhen im Gemeindegebiet erreichen knapp 600 Meter. Im Ort kreuzt die B 95 die B 180. Auch die Bahnstrecke Chemnitz–Aue führt durch die Gemeinde. Die A 4 ist über Chemnitz und die A 72 über Stollberg zu erreichen.

### Ortsteile
- Burkhardtsdorf
- Eibenberg mit Neu-Eibenberg
- Kemtau
- Meinersdorf

## Geschichte

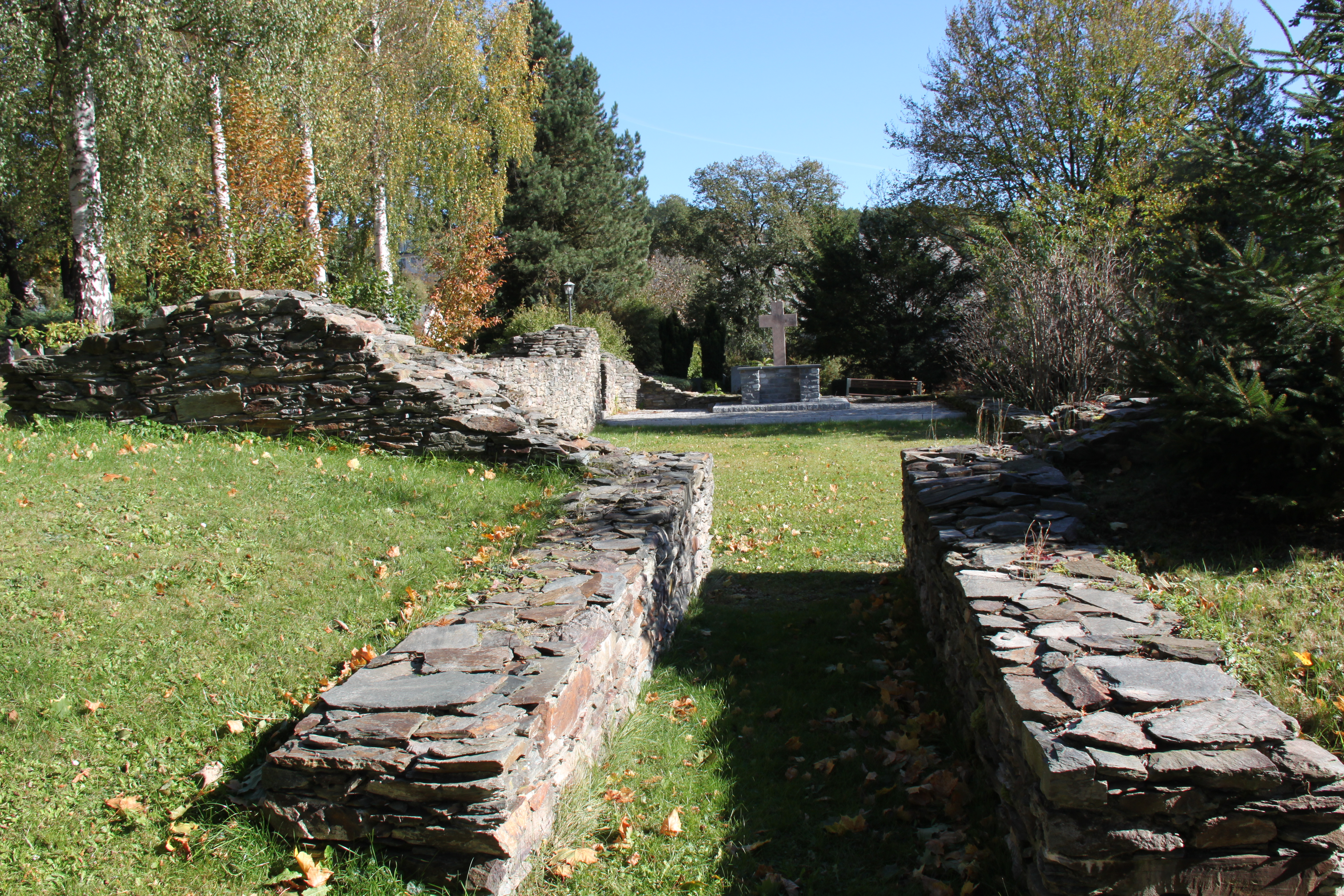
Ruine der 1945 durch Bombenangriff zerstörten Michaelskirche

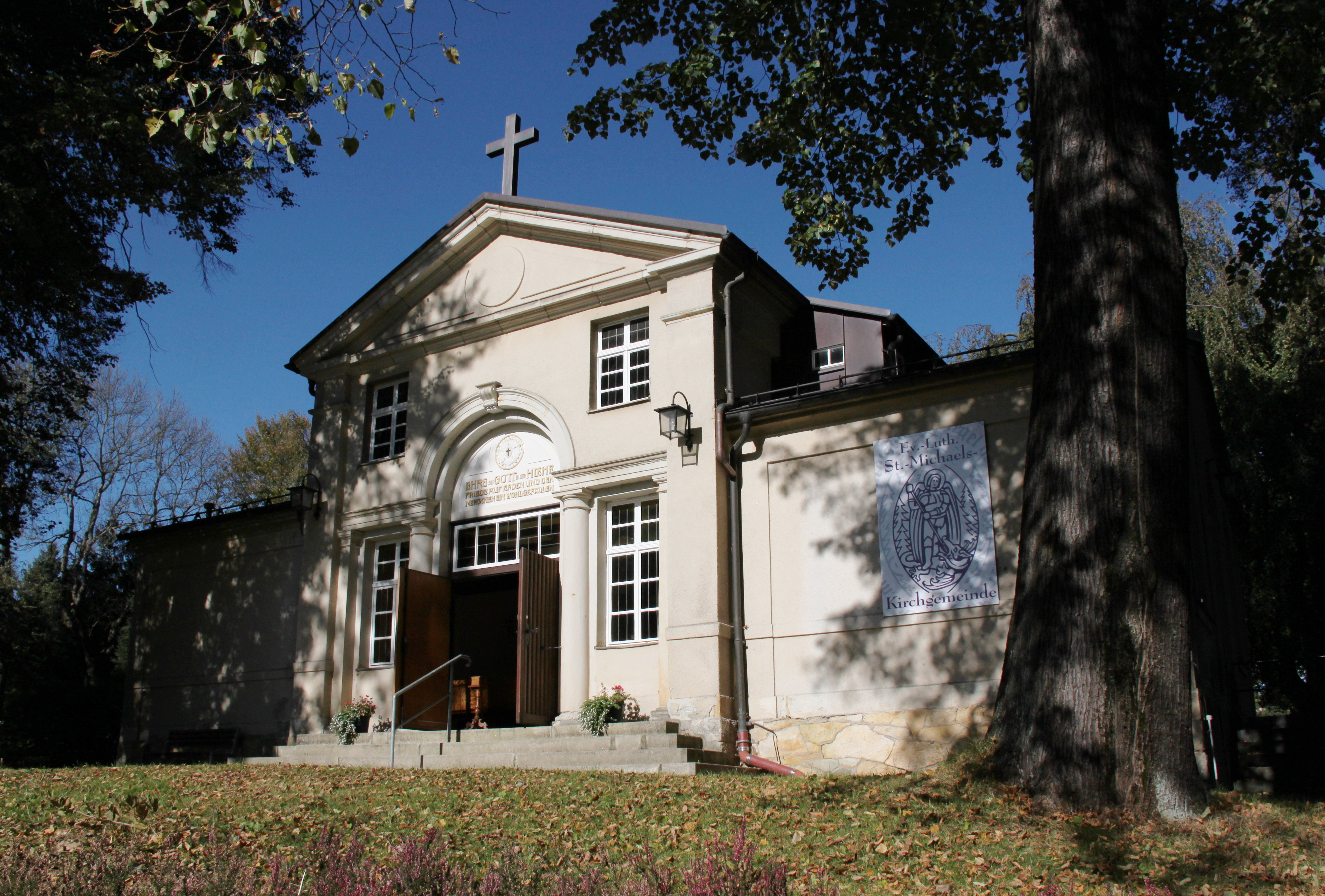
Die umgebaute Friedhofskapelle wird als Kirche genutzt

### Ortsteil Burkhardtsdorf

#### Mittelalter
Die Besiedlung des Ortes erfolgte wahrscheinlich in der Mitte des 12. Jahrhunderts durch mainfränkische Siedler im Auftrage des Kaisers Friedrich Barbarossa. Die Anlage des Ortes in der Hälfte des Zwönitztales erfolgte als Waldhufendorf mit Scheinwüstungen. Grundsätzlich erfolgten alle Ansiedlungen an den Gleithängen der Zwönitz. Die steilen und steinigen Prallhänge blieben wie bisher Wald. Die Wohnstätten wurden aus Sicherheitsgründen in Reihe und außerhalb der hochwassergefährdeten Zone angelegt, jeder Siedler konnte seinen Nachbarn noch rufen und hören. Wurden die Prallhänge auch nicht bebaut, so hat man sie doch verhuft und den Bauern zugeteilt, es waren die „wüsten Güter“ an den Prallhängen. Um Scheinwüstungen handelte es sich, weil der Begriff Wüstung zur Voraussetzung hat, dass das Gebiet bebaut war und durch irgendwelche Umstände wieder verwilderte, was jedoch bei den Burkhardtsdorfer „wüsten Gütern“ nicht der Fall war.
Der Name Burkhardtsdorf ist entstanden, als der Ort zum Chemnitzer Benediktinerklosters „St. Marien“ gehörte. Burkhardtsdorf war bis zur Reformation dem Chemnitzer Kloster tributpflichtig, wie auch die Nachbarorte Adorf und Klaffenbach.
In zwei Urkunden aus 1216 und 1218 wird der „Abte Burchardt“ benannt: König Friedrich II., als weltlicher Herrn, nimmt in einer Urkunde vom Jahre 1216 das Kloster Kempnitz in seinen Schutz, bestätigt dem Abt Burchard und dessen Nachfolgern alle Rechte und Freiheiten. Ebenso gibt auch die Kirche in einer Urkunde aus dem Jahre 1218 eine entsprechende Erklärung ab: Papst Honorius III. nimmt den Abt Burkhard und das Kloster Camnitz in seinen Schutz.
Diese beiden Urkunden lassen den Schluss zu, dass der 4. Abt des Bergklosters St. Marien zu Chemnitz, Burkhard, als Gönner und Förderer des Ortes geehrt werden sollte, indem man die neue Siedlung nach ihm benannte.
Die Schreibweise des Namens hat sich im Laufe der Jahre mehrfach geändert. So schrieb man 1331 „Burckerstorff“ 1368 „Burckarstorff“, 1408 „Burkirsdorff“, 1427 „Burgkerstorf“ 1475 „Burgkerhrsdorff“, 1495 „Borckerßdorff“ 1555 „Borkersdorff“ und 1624 „Burcartsdorff“. Eine einheitliche, noch heute gültige Schreibweise „Burkhardtsdorf“ wurde im Jahre 1891 durch Entschließung des Königlichen Ministeriums des Inneren so festgelegt.
Eine urkundliche Ersterwähnung des Ortes „Burckerstorff“ gab es bisher für das Jahr 1331 in einer Urkunde des Dresdner Hauptstaatsarchivs. Darin wird beurkundet, dass Burkhardtsdorf zu dieser Zeit als einziges Dorf selbst Bier brauen durfte, während die anderen Klosterdörfer Chemnitzer Bier zapfen mussten.
Die Kirche von „Borckersdorff“ wird bereits im Meißner Bistumsmatrikel von 1346 genannt. Schon um 1600 herum soll das Kirchgebäude baufällig gewesen sein. Gelder für einen Neubau kamen vom Kurfürsten, von der Gutsherrschaft Neukirchen und von der Gemeinde und seinen Handwerkern. Jedoch gab es Widrigkeiten, so ein Hochwasser 1628, welches fast das gesamte an der Ahnermühle gelagerte Bauholz fort spülte. Auch die Pest und die Wirren des Dreißigjährigen Krieges ließen einen baldigen Neubau nicht zu. Erst 1695 wurde die Kirche neu aufgebaut und geweiht. 1749 wurde das Schindeldach durch ein Schieferdach ersetzt. 1839 erfolgte eine umfassende Kirchensanierung. Am 14. Februar 1945 fiel die Burkhardtsdorfer Kirche dem Angriff amerikanischer Bomben zum Opfer. Sie wurde nicht wieder aufgebaut. Die heutige Burkhardtsdorfer Kirche ist die durch Baumeister Uhlig umgebaute Trauerhalle. Sie wird am 15. Februar 1948 als Notkirche geweiht. Die Ruine der alten Kirche wurde beräumt und dient heute in den Sommermonaten zu Freiluftgottesdiensten u. ä.

#### Frühe Neuzeit
Für das Jahr 1501 gab es für Burkhardtsdorf ein Türkensteuerregister, welches man als erstes Einwohnerverzeichnis ansehen kann. Einige Namen davon existieren heute noch im Ort.
Nach der Säkularisation und der Auflösung des Chemnitzer Klosters wurden 1543 die drei Klosterdörfer Burkhardtsdorf, Klaffenbach und Neukirchen durch Herzog Moritz von Sachsen an den Annaberger Bürger Wolf Hünerkopf verkauft. Es entstand die Gutsherrschaft Neukirchen. Als Hünerkopf 1570 verstarb, kaufte der sächsische Kurfürst August den Neukirchner Besitz von Hünerkopfs Erben ab und ließ ihn dem Amte Chemnitz zuordnen. Die Gutsherrschaft Neukirchen gelangte nach mehreren Eigentumswechseln schließlich 1615 in den Besitz des Dietrich von Taube. Die Familie von Taube war über 200 Jahre Herrscher auf Herrengut und Schloss Neukirchen und somit auch Herrscher über Burkhardtsdorf. Über die Lehnrichter übte die Herrschaft Neukirchen die Aufsicht über die Gemeinde aus. Deshalb gab es in Burkhardtsdorf ein Lehngericht.
Ab 1560 wurden für Burkhardtsdorf Gerichtsbücher geführt, das älteste Kirchenbuch stammt von 1605.
Für das Gutsdorf Burckersdorff (Burkhardtsdorf) ist für 1568 eine Marktgerechtigkeit beurkundet. Die Marktgerechtigkeit beinhaltete die Herstellung und den Verkauf von Leinenstoffen auf jährlichen Märkten in Burckersdorff. 1674 geht die Marktgerechtigkeit für den Tuchhandel jedoch an Neukirchen über. 1868 oder 1869 verkaufte Neukirchen das Marktrecht wieder an Burkhardtsdorf. Seitdem fanden zweimal im Jahr Jahrmärkte statt, einmal im Frühjahr und einmal im Herbst. Jeder dieser Märkte begann am Montag 8 Uhr und endet am Dienstag der nächsten Woche um 21 Uhr. Diese Jahrmärkte sind bis etwa 1948, mit Unterbrechungen durch die Kriege, für Burkhardtsdorf nachweisbar.
Während des Dreißigjährigen Krieges blieb der Ort selbst in den ersten Jahren vom Krieg verschont. Jedoch gab es während der Zeit des Krieges tragische Ereignisse, wie die rote Ruhr, die Pest und hitzige Fieber sowie Unwetter und Hochwasser, welche die Sterbefälle rasant ansteigen ließen. Von den 41 Bauerngütern und 5 Gartennahrungen sollen 40 Güter über viele Jahre unbewirtschaftet gelegen haben. Ein Landtagsbeschluss von 1646, wonach ein jeder, der ein wüst liegendes Gut übernimmt, sechs Jahre von der Landsteuer befreit wird, sollte den Wiederaufbau fördern.
Um 1570 war auf den sogenannten Stallungsplänen des Georg von Öder d. J. Burkhardtsdorf erstmals aufgetragen. Es folgten weitere Darstellungen, so um 1620 auf einem Ur-Öder-Blatt von Balthasar Zimmermann und nach 1790 auf dem „Sächsische Meilenblatt“, Berliner Ausgabe, Blatt 201.
Im Jahre 1696 wurde die Postroute Leipzig-Chemnitz-Annaberg eingerichtet. Diese führte anfangs über Einsiedel, Gelenau und Herold. Ab 1712 wurden zahlreiche neue Postkurse festgelegt, darunter auch der von Chemnitz über Burkhardtsdorf nach Annaberg. 1721 wurde durch Adam Friedrich Zürner im Auftrag des Kurfürsten von Sachsen eine kartografische Vermessung durchgeführt. Im Zusammenhang damit wurden Postmeilensäulen aufgestellt. In Burkhardtsdorf stand eine Ganzmeilensäule, deren Reste noch im Buchdruckereimuseum zu besichtigen sind. Eine Nachbildung steht heute gegenüber der Apotheke.

#### 19. Jahrhundert
1785 wurde ein Brandversicherungskataster erstellt. Darin sind außer Kirche und Lehngericht 59 Bauerngüter und 123 Häusler benannt. 1839 gab es für Burkhardtsdorf einen neuen Entwurf zum Brandversicherungskataster. Die hier für die Anwesen vergebenen Brandkatasternummern entsprachen noch den bis Mitte des 20. Jahrhunderts gültigen Ortslistennummern. Das eigentliche bestätigte Kataster konnte leider bisher in noch keinem Archiv aufgefunden werden.
Nach Ablösung der Lehnsherrschaft und Erlass der Sächsischen Landgemeindeordnung am 11. November 1838 wurden ab 1839 Gemeindevorstände gewählt. Burkhardtsdorf hatte zu dieser Zeit etwa 1800 Einwohner. Der erste Gemeindevorstand war von 1839 bis 1844 August Knobloch.
1875 wurde die Eisenbahnlinie Chemnitz–Aue in Betrieb genommen. Auch Burkhardtsdorf erhielt einen Bahnhof. Im Zusammenhang mit dem Eisenbahnbau erfolgte auch die Anhebung der Poststraße nach Annaberg. Die Querung des Zwönitztals erfolgte nun über eine Brücke. 1892/93 erfolgt der Bau der Zwönitztalstraße von Burkhardtsdorf nach Dittersdorf, die heutige B 180.
1895 wurde Burkhardtsdorf an das Fernsprechnetz angeschlossen. 1900 erhielt der Ort ein Postamtsgebäude in der Unteren Hauptstraße 31. 1904 erfolgte der Bau des Elektrizitätswerkes an der Alten Poststraße.

#### 20. Jahrhundert
1908 begann der Bau des Freibades durch ausgesperrte Textilarbeiter und Mitglieder des Naturheilvereins. 1993 wurden die alten Anlagen des Freibades abgerissen und es entstand ein neues zeitgemäßes Freibad.
1911 fuhr die letzte Pferdepost durch Burkhardtsdorf. Das alte Lehngericht wurde abgerissen und an dieser Stelle ein neues Rathaus gebaut, welches am 28. Dezember 1911 geweiht wurde. Es dient noch heute als Sitz der Gemeindeverwaltung.
Im April 1913 erfolgte in Burkhardtsdorf auf der Grundlage eines Beschlusses des Gemeinderates die Einführung der Straßennamen.
1926 erfolgte der Bau der Ortswasserleitung, dem 1930 der Bau eines Hochbehälters auf dem Niclasberg folgte.
1927 erhielt der Ort ein eigenes Kino, wo bis Mitte der 1990er Jahre ein regelmäßiger Kinobetrieb stattfand. Danach wurde es noch gelegentlich von Vereinen genutzt bzw. stand leer. Im November 2021 wurde es abgerissen.
1929 wurde das gemeindeeigene Wannenbad eingeweiht. Es enthielt 19 Wannenbäder, 4 Brausebäder, Heilbäder aller Art, ein Schulbrausebad sowie eine öffentliche Waschanstalt. Um 1960 waren viele Reparaturen notwendig. Durch die Schaffung eigener Bäder in den Haushalten nahm der Bedarf zusehends ab und der Betrieb wurde in den 1970er Jahren eingestellt.
Burkhardtsdorf war bei seiner Gründung ein reines Bauerndorf. Doch schon frühzeitig begann man mit der Leineweberei, so gab es 1545 neben den Bauern bereits 11 Leineweber, 9 Schneider, 6 Schmiede, 5 Stellmacher, 4 Böttcher, 4 Tuchscherer und 2 Schuster. 1747 wird der erste Burkhardtsdorfer Strumpfwirker Johann Christian Köhler erwähnt. In den 1830er Jahren werden einige Burkhardtdorfer Mühlen zu Baumwollspinnereien umfunktioniert. So schnell wie die Baumwollspinnereien entstanden waren, so schnell kam deren Niedergang, da die Baumwolle nicht mehr aus Amerika geliefert wurde. Dadurch gewann die Strumpfwirkerei großen Aufschwung, so dass es 1835 bereits 132 Strumpfwirker mit 230 Wirkstühlen gab. 1873 verwendete Adolf Hofmann die erste Dampfmaschine zur Strumpfherstellung. Es folgten weitere Strumpffabriken. Bis etwa 1927 gab es in Burkhardtsdorf 43 Strumpffabriken und damit verbunden sechs Wirknadelfabriken.
Nach dem Zweiten Weltkrieg entstanden neue Industriezweige, in erster Linie die chemische Industrie durch die Schüngel-Chemie KG, später VEB Schaum-Chemie, Recticel und Eurofoam. Auch Zweige des Buchungsmaschinenwerkes Karl-Marx-Stadt siedelten sich im Ort an. Die Strumpfindustrie kam in den 1980er Jahren vollständig zum Erliegen.
Die gesundheitliche Betreuung ist bis 1580 zurück zu verfolgen. Damals gab es in der Pfarre eine Badestube und einen Andreas Bauer, der sich „Ergebener der Leib und wundt Artzney“ nannte. Bis 1790 sind weitere Bader bekannt. 1865 gab es im Ort eine Krankenstube in der Chemnitzer Str. 2. Ab 1909 gab es Gemeindeschwestern und ab 1910 waren Dentisten nachweisbar. 1846 wurde eine Apotheke eröffnet, die sich heute noch an diesem Ort befindet. 1956 wurde das erste Pflegeheim in der einstigen Berufsschule und 1958 ein Feierabendheim in der ehemaligen Villa vom Strumpffabrikanten Pfau eingerichtet. Von 1959 bis 1991 gab es in Burkhardtsdorf ein Landambulatorium. Nach der politischen Wende gibt es eine Praxis für Allgemeinmedizin und eine zahnärztliche Einrichtung. 2001 erfolgte der Neubau des AWO-Seniorenzentrums in der Canzlerstraße.
In alten Unterlagen war schon 1582 von einem Schulmeister und Organist die Rede, sehr früh hatte der Ort neben der Kirche eine kleine Schule. Lehrer in diesem Sinne waren meist Leineweber oder Handwerker unter Aufsicht des Pfarrers. Am 9. Mai 1839 wurde die Schule im Niederdorf auf der Eibenberger Straße 11 eingeweiht. Am 4. Juni 1860 kam eine weitere Schule im Oberdorf, Kirchsteig 7, dazu. 1879/1880 wurde die alte, baufällige und viel zu kleine Kirchschule abgerissen und es erfolgte an gleicher Stelle ein Neubau, später die „Alte Schule“ genannt. Sie trägt seit dem 24. Juli 1949 den Namen „Kurt-Richter-Schule“, benannt nach dem Bürgermeister Kurt Richter, der in schwerster Notzeit den Wiederaufbau dieser beim Bombenangriff am 14. Februar 1945 zerstörten Schule ermöglicht hat.
Am 14. August 1916 wurde ein weiterer Schulneubau übergeben, genannt die „Neue Schule“. Erst nach Gründung der DDR erhielt sie am 28. Oktober 1949 ihren heutigen Namen „Lessingschule“, benannt nach dem Dichter Gotthold Ephraim Lessing. (Dies ist nicht zu verwechseln mit der Lessingstraße. Sie wurde nach einem Vorfahr des Dichters benannt, der im 16. Jahrhundert Pfarrer in Burkhardtsdorf war.) Beide Schulen werden durch den 2003 gegründeten Ökumenischen Schulverein Burkhardtsdorf e. V. betrieben. Im April 2012 war Baubeginn für eine vollkommen neue Grundschule der Großgemeinde Burkhardtsdorf. Das Richtfest konnte bereits im Oktober 2012 gefeiert werden und zu Schulbeginn 2013 zogen die ersten Kinder ein.
Mitte des 19. Jahrhunderts begann in Burkhardtsdorf ein reges Vereinsleben. Ab 1839 gab es den Leseverein, 1842 den Gesangs- und Musikverein Burkhardtsdorf I, 1846 die Spinnerkasse, 1849 den Frauenverein, 1859 den Militärverein, 1863 einen Landwirtschaftlichen Verein sowie mehrere Gesangs- und Musikvereine, 1865 einen Turn- und Sportverein, 1868 eine privilegierte Schützengesellschaft, 1871 den Spar- und Vorschussverein, aus dem später die Sparkasse entstand. Auch heute sind in Burkhardtsdorf noch zahlreiche Vereine tätig, so die Bulldogfreunde Erzgebirge e. V., der Burkhardtsdorfer Carnevals Ausschuss e. V., mehrere Gartenvereine, Sportvereine, der Erzgebirgszweigverein, kirchliche Vereine, die Volkssolidarität und viele andere mehr. Auch die Freiwillige Feuerwehr Burkhardtsdorf geht auf den Feuerwehrverein mit Gründung im Jahr 1874 zurück.
Nach der politischen Wende im Jahr 1990 erfolgten entscheidende Veränderungen in der Gemeinde. 1994 wurde aus den Gemeinden Burkhardtsdorf, Kemtau, Eibenberg und Meinersdorf eine Verwaltungsgemeinschaft gegründet, der 1999 der Zusammenschluss zur Großgemeinde Burkhardtsdorf folgte. Seit dem 22. März 2008 arbeiten die Orte Burkhardtsdorf, Gornsdorf und Auerbach in einer neuen Verwaltungsgemeinschaft zusammen.
Seit 1990 sind im Ort entscheidende Veränderungen erfolgt, so
- 1991 Zusammenschluss der Gemeindeschwestern unter Trägerschaft der Diakonie Chemnitz
- 1992 die Sparkasse wurde umgebaut und erweitert
- 1993 Rückbenennung von Straßennamen, Modernisierung und Umbau der Mittelschule Burkhardtsdorf
- 1994 der neu gestaltete Marktplatz und das sanierte Freibad wurden der Bestimmung übergeben
- 1995 erster Spatenstich für ein neues Wohngebiet an der Adorfer Straße
- 1996 neues Wasserwerk am Eckhardtteich wurde in Betrieb genommen, ebenso die neue Ortspyramide
- 1997 Übergabe der neu gebauten Umkleide- und Sanitärräume am Sportplatz
- 1998 Wohnpark „Westlich der Adorfer Straße“ ist kurz vor der Fertigstellung
- 1999 Spatenstich zum Bau eines neuen Feuerwehrhauses
- 2000 Baubeginn des Ausbaues der B 180 in der Ortslage
- 2001 Einweihung des Feuerwehrhauses mit Rettungswache und Bauhof
- 2002 Jahrhunderthochwasser traf auch Burkhardtsdorf, erster Spatenstich zum Bau der Mehrzweckhalle
- 2003 Fertigstellung der ausgebauten B 180 durch den Ort
- 2004 Eröffnung der Sport- und Mehrzweckhalle
- 2005 Erzgebirgsbahn eröffnete den Haltepunkt „Burkhardtsdorf Mitte“
- 2006 Umbau und Erweiterung der Evangelischen Mittelschule Burkhardtsdorf
- 2007 Abbruch der ehemaligen Gaststätte Sonnenblick

Mit Wirkung vom 1. Januar 2019 wurden mehrere Flurstücke mit insgesamt 29.935 m² (knapp drei Hektar) aus der nördlich angrenzenden Gemarkung Klaffenbach, Stadt Chemnitz, in die Gemeinde Burkhardtsdorf umgegliedert. Der Sportplatz der Gemeinde Burkhardtsdorf lag zuvor nahezu hälftig auf Klaffenbacher und auf Burkhardtsdorfer Flur. Die zu Klaffenbach gehörige Straße Am Birkenhain und die anliegenden Grundstücke waren ohnehin nur von Burkhardtsdorf zu erreichen. Öffentliche Dienstleistungen wie z. B. Postzustellung und Abfallentsorgung vereinfachten sich mit der Umgliederung. Die Grundstücke wurden neu der Burkhardtsdorfer Canzlerstraße zugeordnet, der frühere Klaffenbacher Straßenname aufgegeben. Von der Umgliederung waren zwei Einwohner betroffen, unter anderem Christoph Franke. Auch die Rechtsverhältnisse am Sportplatz vereinfachten sich.

## Politik
- ALNB: 7
- FWM: 2
- FDP: 1
- CDU: 4
- AfD: 2

Die AfD kann zwei Sitze nicht besetzen. Der Gemeinderat verkleinert sich entsprechend.

### Gemeinderat
Seit der Gemeinderatswahl am 9. Juni 2024 verteilen sich die 18 Sitze des Gemeinderates folgendermaßen auf die einzelnen Gruppierungen:
- Allgemeine Liste „Neues Burkhardtsdorf“: 7 Sitze
- CDU: 4 Sitze
- AfD: 2 Sitze (zwei Sitze können mangels Kandidaten nicht besetzt werden)
- Freie Wähler-Vereinigung Meinersdorf e. V.: 2 Sitze
- FDP: 1 Sitz

| Liste                                      | 2024   | 2024   | 2019   | 2019   | 2014   | 2014   |
| Liste                                      | Sitze  | in %   | Sitze  | in %   | Sitze  | in %   |
| ------------------------------------------ | ------ | ------ | ------ | ------ | ------ | ------ |
| Allgemeine Liste „Neues Burkhardtsdorf“    | 7      | 40,5   | 6      | 29,6   | 5      | 26,6   |
| CDU                                        | 4      | 24,5   | 6      | 31,1   | 8      | 39,9   |
| AfD                                        | 2      | 21,9   | 3      | 15,5   | –      | –      |
| Freie Wähler-Vereinigung Meinersdorf e. V. | 2      | 10,0   | 2      | 12,1   | 2      | 11,9   |
| FDP                                        | 1      | 3,1    | –      | –      | –      | 2,2    |
| Linke                                      | –      | –      | 1      | 6,1    | 2      | 12,7   |
| Grüne                                      | –      | –      | –      | 3,9    | –      | –      |
| Liste Seifert                              | –      | –      | –      | 1,6    | 1      | 6,8    |
| Wahlbeteiligung                            | 73,5 % | 73,5 % | 65,1 % | 65,1 % | 52,2 % | 52,2 % |

### Bürgermeister
Thomas Probst (* 1967) war von 1999 bis 2020 Bürgermeister von Burkhardtsdorf. Bei der Wahl zum neuen Bürgermeister am 15. März 2020 erzielte Jörg Spiller das beste Ergebnis.
| Wahl | Bürgermeister      | Vorschlag | Wahlergebnis (in %) |
| ---- | ------------------ | --------- | ------------------- |
| 2020 | Jörg Spiller       | CDU       | 84,5                |
| 2013 | Thomas Probst      | CDU       | 98,9                |
| 2006 | Thomas Probst      | CDU       | 98,3                |
| […]  |                    |           |                     |
| 1994 | Wolfgang Schreiter | CDU       | 69,6                |

## Gedenkstätten

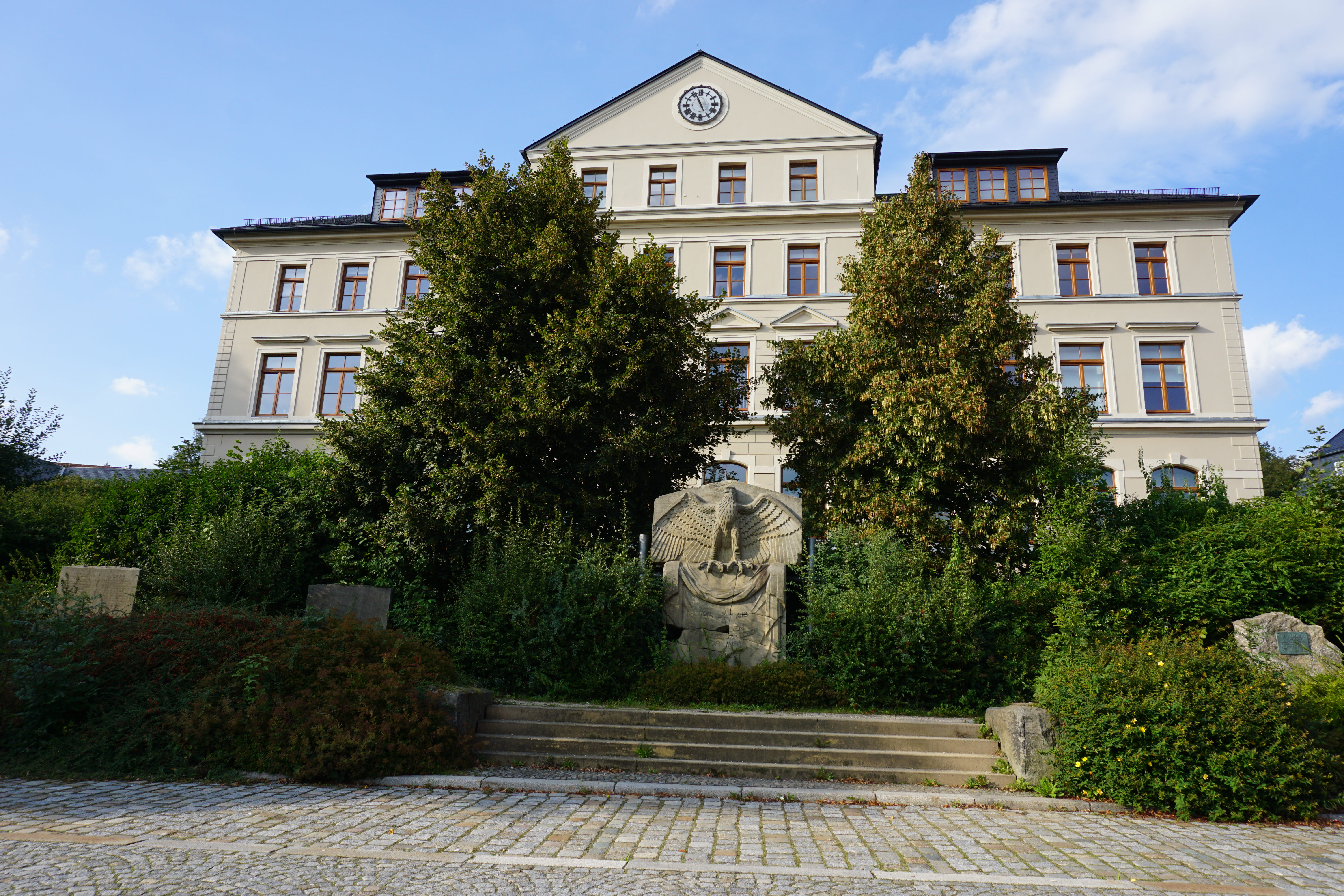
Kurt-Richter-Schule mit Kriegsgefallenendenkmal des Ersten Weltkriegs

- Kriegerdenkmal an der Kurt-Richter-Schule für die Gefallenen des Ersten Weltkrieges aus Burkhardtsdorf
- Gedenktafel für die im Zweiten Weltkrieg, durch Luftangriff am 14. Februar, zerstörte Kirche. Diese ging auf einen mittelalterlichen Bau zurück, war dann von 1693 bis 1695 gründlich umgebaut worden und hatte eine wertvolle Ausstattung.
- Gedenkstein an der Kurt-Richter-Schule, Markt 12, für den kommunistischen Jugendfunktionär Karl Uhlig, der in einem Strafbataillon ums Leben kam.
- Gedenksäule anlässlich des Jahrhunderthochwassers 2002 mit Wasserstandsmarkierung vor dem alten Kino gegenüber dem Rathaus

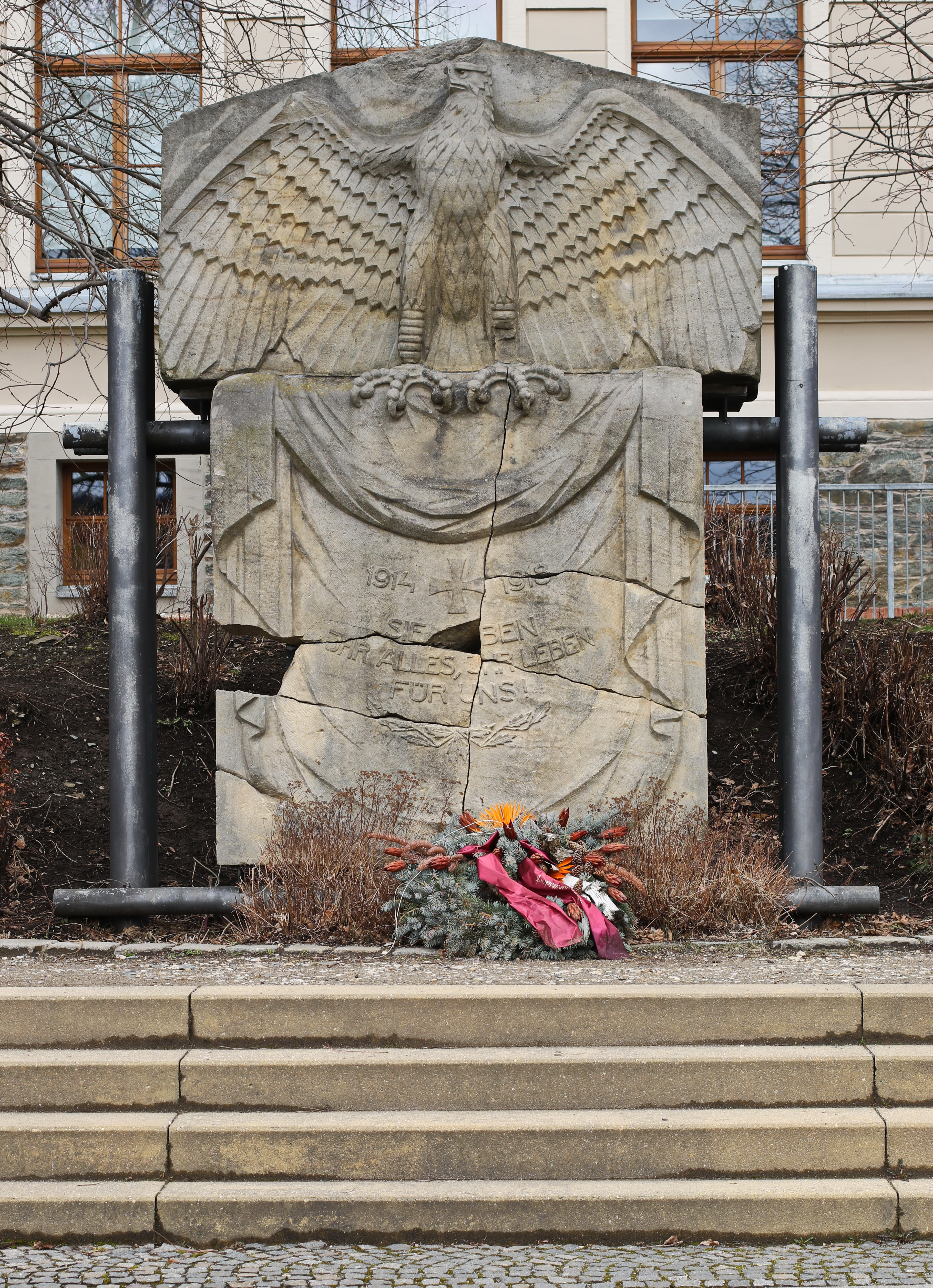
Kriegsgefallenendenkmal
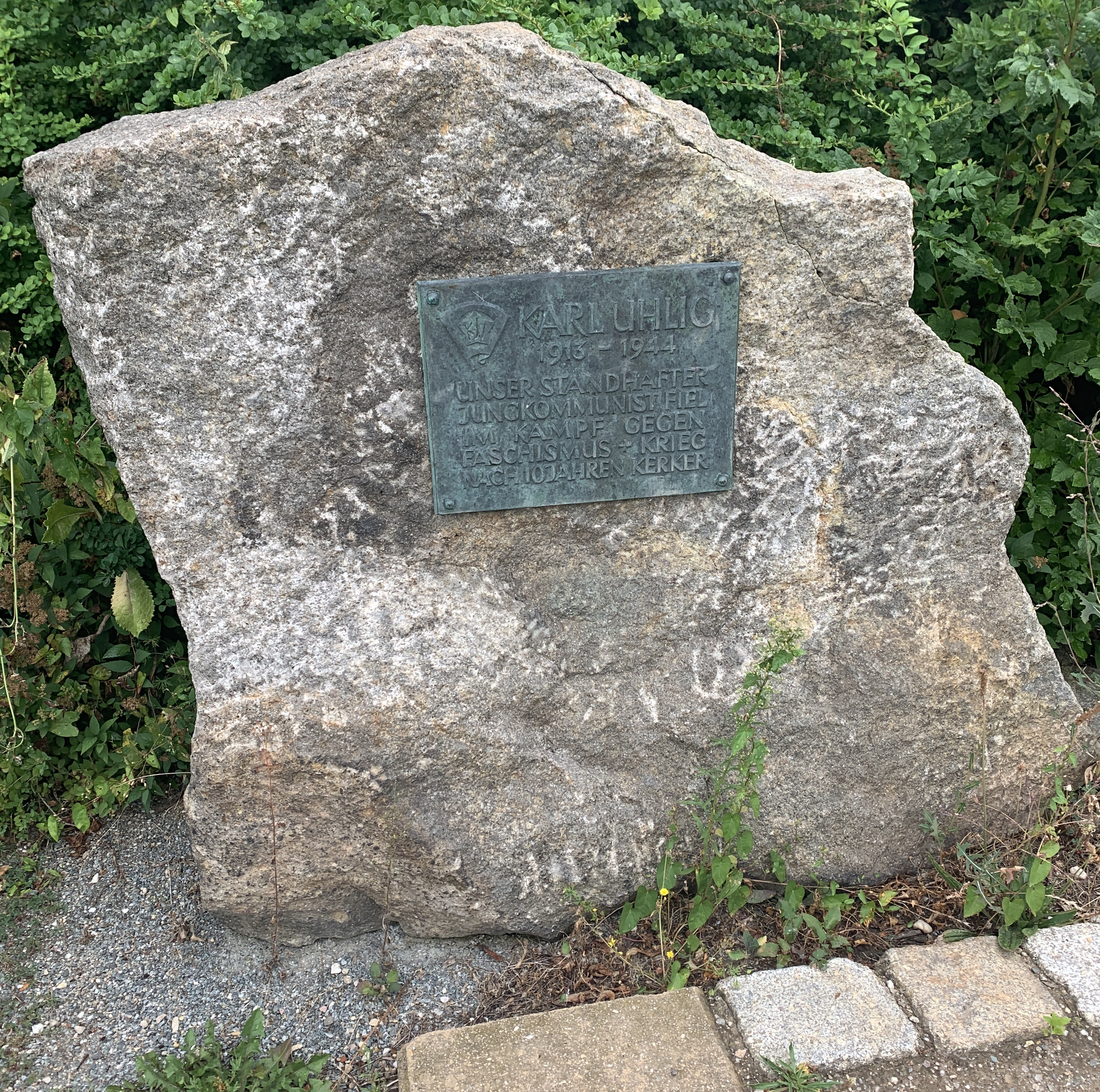
Gedenkstein für Karl Uhlig
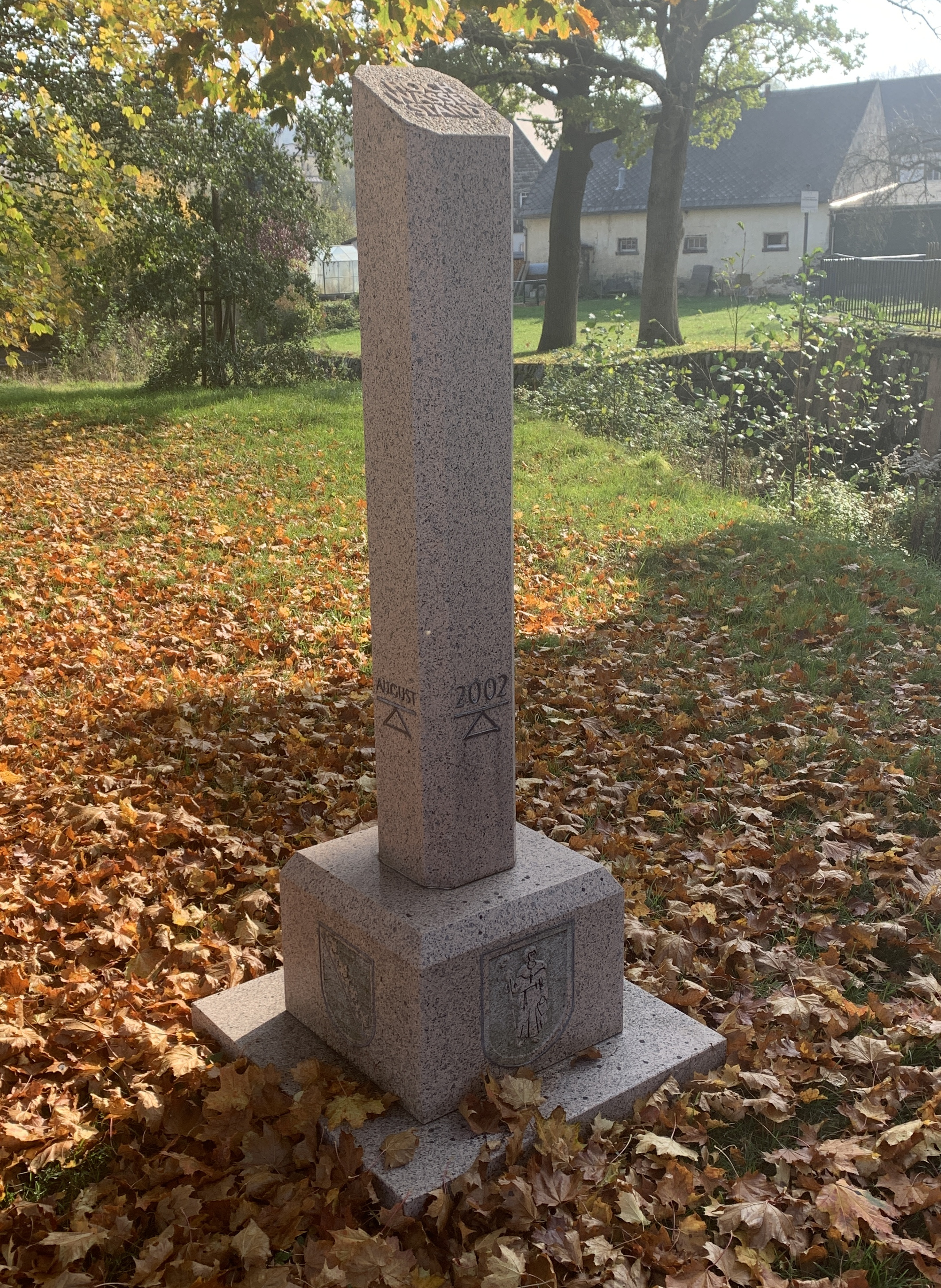
Gedenksäule Jahrhunderthochwasser mit Wasserstand der Zwönitz 2002

## Kultur und Sehenswürdigkeiten
- siehe auch: Liste der Kulturdenkmale in Burkhardtsdorf
- Marienkirche von 1812 im Ortsteil Meinersdorf
- Lanz-Bulldog-Museum mit restaurierter Richard Hartmann-Stationärdampfmaschine
- Buchdruckereimuseum
- Eibenberger Dorfkirche
- Kursächsische Postmeilensäule von 1723
- Historisches Fachwerkhaus mit Sonnenuhr
- Mittelalterlicher Jagdrastplatz Tischl im Abtwald auf Gelenauer Flur
- Kemtauer Felsen (592 m ü. NN) auf Gelenauer Flur

### Naturschutz
- Landschaftsschutzgebiet und Flächennaturdenkmal Eckardtteiche und Alte Zwönitz
- Feuchtbiotop Wurzelbach
- Luthereiche, etwa 250 Jahre alt
- Siehe auch: Liste der Naturdenkmale in Burkhardtsdorf

## Persönlichkeiten

### Söhne und Töchter der Gemeinde
- Ernst Beckert (1840–1909), Unternehmer, Fabrikant und Erfinder
- Henri Brunner (* 1935), Chemiker
- Johann Georg Canzler (1740–1809), sächsischer Legationsrat
- Karl Christian Canzler (1733–1786), Bibliothekar und Historiker
- Dieter Heinzig (1932–2023), Historiker
- Osmar Schindler (1867–1927), Maler und Akademieprofessor in Dresden
- Heinz Stöckel (* 1929), Politiker (SPD)
- Horst Strohbach (1886–1978), Heimatforscher und SED-Kreistagsabgeordneter
- Angelo Walther (1928–2012), Kunsthistoriker
- Emil Weinhold (1866–1922), Schuldirektor und Heimatforscher

### In der Gemeinde gewirkt
- Otto Schüngel, Schaumstoffproduzent (Schüngel-Chemie KG)
- Raimund Friedrich (* 1947), Maler und Zeichner